# 반실증주의
반실증주의는 사회과학 내에서 이용되는 과학적 조사방법으로는 사회영역을 연구할 수 없으며, 사회영역의 조사는 다른 인식론을 필요로 한다는 것을 제안하는 이론적 입장이다. 그 반긍정주의 인식론의 기본은 연구자들이 연구에 사용하는 개념과 언어가 그들이 조사하고 연구하고 정의하는 사회 세계에 대한 인식을 형성한다는 믿음이다.
해석주의(반긍정주의)는 사후 실증주의에 불만을 품은 연구자들 사이에서 발전했는데, 그들은 인간 상호 작용에서 발견되는 뉘앙스와 가변성을 반영하기에는 너무 일반적이고 부적절하다고 생각했다. 연구자들의 가치관과 신념이 그들의 조사로부터 완전히 제거될 수 없기 때문에, 해석학자들은 인간이 인간을 대상으로 한 연구가 객관적인 결과를 산출할 수 없다고 믿는다. 그러므로, 해석학자들은 객관적인 관점을 추구하기보다는 사회적 상호작용에 참여하는 개인의 주관적인 경험에서 의미를 찾는다. 많은 해석주의 연구자들이 그들이 연구하고 있는 사회적 맥락에 몰입하여, 공동체나 개인 집단에 대한 이론을 내부에서 관찰함으로써 이해하고 공식화하려고 한다. 해석주의는 해석학(Hermeneutics), 현상학, 상징적 상호작용주의와 같은 철학적 프레임워크에 의해 영향을 받은 귀납적 관행이다.
해석 방법은 역사, 사회학, 정치학, 인류학 등을 포함한 사회 과학의 많은 분야에서 사용된다.

## 역사
18세기 초 Giambattista Vico에서 시작하여 이후 몬테스키외에서 자연사와 인류사에 대한 연구는 별개의 지적 탐구 분야였다. 자연사는 인간의 통제를 받지 않는 반면, 인간의 역사는 인간의 창조물이다. 이와 같이, 반정대주의는 자연계와 사회 영역 사이의 인식론적 구별에 의해 알려진다. 자연계는 그것의 외부적 특성에 의해서만 이해될 수 있는 반면, 사회적 영역은 외부적으로 그리고 내부적으로 이해될 수 있고, 따라서 알 수 있다.
19세기 초, 헤겔인들이 이끄는 지식인들은 경험적 사회 분석의 전망에 의문을 제기했다.카를 마르크스는 공식적인 사회과학의 설립 이전에 사망했지만, 그럼에도 불구하고 사회의 역사적 유물론 과학을 설립하려는 시도에도 불구하고 아우구스트 콤테의 사회학적 실증주의를 거부했다.
에밀 더크하임의 향상된 실증주의는 현대 학문 사회학과 사회 연구의 기초가 되었지만, 그 이전의 많은 기계적인 요소들을 유지했다. 빌헬름 딜레와 같은 헤르메누아 공학자(Heinrich Rickert)는 자연과학과 사회과학의 구별에 대해 상세히 이론화하였고, 하인리히 리커트와 같은 신칸트주의 철학자들은 추상적인 의미와 상징성을 가진 사회적 영역이 과학적 분석 방법과 일치하지 않는다고 주장했다. 한편 에드먼드 후셀은 현상학의 풍조를 통해 실증주의를 부정했다.
20세기 초, 독일 사회학자들의 제1 물결은 공식적으로 베르스텐데(해석적) 사회학적 반대주의를 도입했고, 연구는 단호하게 주관적인 관점에서 바라본 인간의 문화적 규범, 가치, 상징, 그리고 사회적 과정에 집중해야 한다고 제안했다. 그러나, 반긍정주의자로서, 자연과학자들이 추구하는 것만큼 "역사적, 불변적, 일반화할 수 있는"이 아닌 관계를 추구한다.

이론(또는 구성된 개념)과 데이터 사이의 상호작용은 사회과학에서 항상 기본적이며 이 과목은 물리과학과 구별된다.[누구 말에 의하면?] 더크하임 자신은 실험을 위한 실행 가능한 범주를 형성하기 위해 추상적 개념(예: "집단 의식"과 "사회적 아노미")의 구성이 중요하다고 언급했다.베버와 게오르크 심멜은 사회과학에 대한 접근 방식을 개척했다; 외부 관찰자가 그들 자신의 관점에서 특정한 문화 집단이나 토착민들과 연관시키려고 시도하는 체계적인 과정.[필요]
[사회학은 ]... 사회적 행동의 의미를 해석하여 그 행동이 진행되는 방법과 그것이 생성하는 영향에 대한 인과적 설명을 제공하는 것을 목적으로 하는 과학 이 정의에서 '행동'은 대리인 또는 대리인이 주관적으로 의미 있는 것으로 간주하는 시점과 그 정도까지 인간의 행동을 의미한다. 우리가 참조하는 의미는 (a) 특정 역사적 사건에서 개별 에이전트에 의해 실제로 의도된 의미이거나 주어진 일련의 사례에서 근사 평균의 다수의 에이전트에 의해 의도된 의미이거나 (b) 추상적으로 구성된 순수한 유형에서 에이전트 또는 에이전트에 귀속된 의미일 수 있다. 어떤 경우에 있어서 '의미'는 어떤 형이상학적 기준에 의해 다소 객관적으로 '올바른' 혹은 '참된' 것으로 생각되지 않는다. 이것은 사회학이나 역사 같은 행동의 경험적 과학들과 그들의 주제의 '올바른' 또는 '유효한' 의미로부터 추출하는 것을 목표로 하는 법학, 논리학, 윤리학, 또는 미학과 같은 어떤 종류의 선행학과의 차이이다.
— 맥스 웨버, 사회적 행동의 본질 1922The Nature of Social Action 1922

특히 심멜의 연구를 통해, 사회학은 긍정적 데이터 수집이나 구조 법칙의 웅대한 결정론적 시스템을 넘어 가능한 성격을 얻었다. 평생 동안 사회학 아카데미에서 상대적으로 고립된 심멜은 콤테나 더크하임보다 현상학적이고 실존적인 작가들을 연상시키는 현대성에 대한 특이적 분석을 제시하며 사회적 개성의 형태와 가능성에 특히 관심을 기울였다.그의 사회학은 인간 인식의 한계에 대한 신칸트적 비판에 관여했다.
따라서 반 실증주의는 과학의 방법론적인 통일성이 없다고 주장한다. 실증주의의 세 가지 목표인 서술, 통제, 그리고 예측이 불완전하기 때문이다. 과학은 통제력을 발휘할 수 있도록 인과 관계를 이해하는 것을 목표로 한다. 만약 이것이 사회학에서 성공한다면, 지식을 가진 사람들은 무지한 사람들을 통제할 수 있을 것이고 이것은 사회 공학을 이끌 수 있을 것이다.[누구 말에 의하면?]
이러한 관점은 주관적 연구와 객관적 연구 사이의 선을 긋는 방법, 환경과 인간 조직 사이에 인공적인 선을 긋는 방법(환경사회학 참조)에 대한 논란을 불러 일으켰고, 헤르메닉 연구에 영향을 미쳤다. 반긍정주의의 기본 개념은 사회과학의 범위를 넘어 확장되었으며, 사실 현상학은 그 핵심에 동일한 기본 원리를 가지고 있다. 간단히 말해서, 긍정주의자들은 사회학을 과학으로 보는 반면, 반대론자들은 그렇지 않다.

### 프랑크푸르트 학교
반긍정주의 전통은 비판 이론의 확립, 특히 프랑크푸르트 사회연구학교와 관련된 연구에 계속되었다. 반정치는 '과학적' 즉 이데올로기로서의 과학을 거부함으로써 더욱 촉진될 것이다. 위르겐 하버마스는 1967년 사회과학 논리에서 "모든 과학을 자연과학 모델로 동화시키는 통합과학의 긍정적 논리는 사회과학과 역사 사이의 친밀한 관계와 나에 대한 상황별 이해에 기초한다는 사실 때문에 실패한다"고 주장한다.오직 그녀의 메뉴만을 의미적으로 설명할 수 있는 상징적으로 사전 구조화된 현실에 대한 접근은 관찰만으로는 얻을 수 없다."
사회학자 지그문트 바우만은 "도덕적 우려를 표명하고 타인의 욕구와 동일시하려는 우리의 선천적인 경향은 긍정주의 과학과 독단적인 관료주의에 의해 현대에서 억압되고 있다"고 주장했다. 다른 제품이 현대의 승인된 분류에 적합치 않으면 꺼지기 쉽습니다."

## 같이 보기
- 근거 이론
- 홀리즘
- 인문사회학
- 사회철학
- 포스트구조주의
- 사회적 행동
- 상징적 상호작용주의